# Signy-le-Petit
Signy-le-Petit è un comune francese di 1 338 abitanti situato nel dipartimento delle Ardenne nella regione del Grande Est.

## Società

### Evoluzione demografica
Abitanti censiti